# Радослав Нестеровић
Радослав Рашо Нестеровић (Љубљана, 30. мај 1976) је бивши словеначки кошаркаш српског порекла. Играо је на позицији центра.

## Каријера
Прве кошаркашке кораке направио је у Словану одакле је отишао у Партизан где је играо за јуниорску екипу а у сезони 1992/93. дебитовао је и за први тим београдских црно–белих. Кошаркашки је сазрео у екипи Олимпије а након тога прешао у Грчку, као младић за јуниорски тим ПАОК-а. Нестеровић је постао грчки држављанин, али никада није играо за грчку репрезентацију. У сезони 1997/98. се преселио у Болоњу, у Виртус где је остао две сезоне освојивши Евролигу 1998. године. У сезони 1997/98. освојио је италијанско првенство и наредне године Куп Италије.
Затим је прешао у NBA за екипу Минесота Тимбервулвс, где је играо све до сезоне 2002/03. Након тога је потписао за Сан Антонио Спарсе где је освојио шампионски прстен 2005. године. У сезони 2006/07. је прешао у Торонто Репторсе, са којим је играо две сезоне. После једне сезоне у Индијани опет се вратио у Торонто, након чега се 2010. вратио у Европу и потписао за Олимпијакос, где је и завршио своју играчку каријеру 2011. године.
Нестеровић је наступао у свим категоријама словеначке националне селекције, а 1996 био је МВП Европског првенства до 21 године.